# Charles Flores
Ángel de Jesús „Baby Charles“ Flores (* 15. Oktober 1970 in Camagüey; † 23. August 2012 in Hartford, Connecticut, Vereinigte Staaten) war ein kubanischer Bassist. 

## Leben und Wirken
Flores studierte an der kubanischen Escuela Nacional de Arte. Zunächst arbeitete er mit Bobby Carcassés zusammen, später mit Emiliano Salvador und seinem Quartett, mit dem er drei Jahre lang in Europa und Lateinamerika auf Tourneen war. 1992/93 nahm er zusammen mit der Grupo Afrocuba das Album Acontecer auf. Ab 1994 tourte er mit der Gruppe des Salsamusikers Issac Delgado und war an den drei Alben Con Ganas, El Chevere de la Salsa y El Caballero del Son und El Ano que Viene beteiligt. 
2002 zog er in die Vereinigten Staaten, gehörte seitdem zum Trio von Michel Camilo  und nahm weltweit an Jazzfestivals teil. Im August 2003 gab er zusammen mit Camilo und dem Schlagzeuger und Perkussionisten  Horacio „El Negro“ Hernández eine Woche lang im Jazzclub Blue Note Konzerte. Daraus entstand das Doppelalbum Live at the Blue Note, das 2004 mit einem Grammy Award als bestes Latin-Album ausgezeichnet wurde. Dann leitete er eine eigene Gruppe mit dem Pianisten Tony Pérez und den Perkussionisten Aryam Vázquez und Francisco Mela. Auch trat er zusammen mit Paquito D’Rivera, Brian Lynch, Giovanni Hidalgo, David Sánchez, Steve Turre, Jane Bunnett, Arturo Sandoval, Dave Valentin, Steve Khan, Dafnis Prieto, Dave Samuels, Siedah Garrett und der BBC Big Band auf.
Flores starb im Alter von 41 Jahren an den Folgen eines Krebsleidens. Posthum erschien 2013 das Album Impressions of Graffiti, das er mit Elio Villafranca, Richard Padron, Cliff Almond und Wayne Krantz aufgenommen hatte.